# Taxe sur les boues d'épuration
Lire en ligne

Lire sur Légifrance

La taxe sur les boues d'épuration est une taxe affectée française destinée à financer le fonds de garantie des risques liés à l'épandage des boues d'épuration urbaines ou industrielles. Créée en 2006, elle a été abrogée en 2016 dans le cadre de la suppression de taxes à faible rendement.

## Historique

### Création
La loi sur l'eau et les milieux aquatiques du 30 décembre 2006 a créé un fonds de garantie visant à couvrir les dommages imprévisibles pour les terres agricoles liés à l’épandage de boues d’épuration, dit fonds de garantie boues. Ce fonds permet aux agriculteurs et propriétaires fonciers d'être indemnisés en cas de dommages agroécologiques imprévus causés par un épandage (si ces dommages ne sont pas pris en charge au titre des contrats d'assurance de responsabilité civile du producteur des boues épandues).
Ce fonds est financé par la taxe sur les boues d'épuration. Elle est instituée par la loi sur l'eau du 30 décembre 2006. Entrée en vigueur le 21 mai 2009, elle est codifiée à l'article 302 bis ZF du code général des impôts.

### Question prioritaire de constitutionnalité
En 2012, le Conseil d'État a été saisi d'une question prioritaire de constitutionnalité par des acteurs de l’industrie papetière sur l'article L. 425-1 du Code des assurances relatif au fonds de garantie des risques liés à l'épandage agricole des boues d'épuration urbaines ou industrielles. Le 8 juin, le Conseil constitutionnel a jugé l'article conforme, mais avec une réserve d’interprétation concernant l'assiette de la taxe sur les boues d'épuration.
En 2009, un décret du 18 mai fixe le taux d'imposition sur la base de la quantité de matière sèche des boues produites annuellement (qui n'est pas nécessairement la quantité de boues épandues), système contesté par certains papetiers étant dans l'incapacité juridique et/ou technique d'éliminer par voie d'épandage la totalité de leurs boues. Le Conseil d'État a retenu « le grief de l’inadéquation de la taxe à son objet pour émettre une réserve d’interprétation ».

### Suppression
En 2013, l'Inspection générale des finances liste la taxe parmi les 192 taxes à faible rendement et préconise sa suppression.
Le 3 février 2016, le Conseil de la simplification pour les entreprises propose la suppression de la taxe en raison de sa faible rentabilité. Le rapport souligne néanmoins « une absence d'incident impliquant ces boues, ce qui tend à montrer que les incitations produites par la taxe ont pu pleinement jouer leur rôle et faire entrer dans la pratique des entreprises concernées l'exigence de la maîtrise des risques »,.
En 2016, un rapport parlementaire d’information du sénateur Rémy Pointereau invite à « mieux utiliser les moyens du fonds de garantie boues ». Le rapporteur estime que « cette suppression n’est pas recevable par la profession agricole qui considère que cette taxe, pour les territoires où les boues sont épandues en agriculture, est une garantie nécessaire à la pérennité de cette pratique, dont les coûts de mise en œuvre sont sans commune mesure avec les autres filières d’élimination des boues ». Le rapport pointe - en cas de suppression de la taxe - un risque d'augmentation du prix de traitement de l'eau et donc des factures, et une remise en cause des plans d'épandage. Ceci priverait certains industriels et les collectivités d'une partie des voies de recyclage final des boues d'épuration.
La taxe est abrogée par la loi de finances pour 2017. Lors d'une question écrite, le ministère de l'économie et des finances a indiqué que le fonds n'avait jamais été utilisé depuis sa création et qui compte 3,4 millions d'euros fin 2016. Au cas où le fonds de garantie ne serait pas suffisant pour indemniser des agriculteurs et propriétaires fonciers, l'État pourrait intervenir.

## Caractéristiques

### Produit
Le taux est fixé par décret à 0,5 euro par tonne de boue. En 2012, le produit de la taxe s'élève à 0,7 million d'euro.

### Redevables
La taxe sur les boues d'épuration s'applique à la production en France de boues d'épuration, urbaines ou industrielles. Elle est payée par les collectivités productrices de boues urbaines ou par les entreprises délégataires – et les exploitants du secteur de l'industrie alimentaire ou du papier faisant construire des stations d'épurations (qui produiront des boues industrielles).

### Bénéficiaire
Le produit de la taxe est affecté au financement du fonds de garantie des risques liés à l'épandage des boues d'épuration urbaines, dont la gestion comptable et financière est assurée par la Caisse centrale de réassurance.